# Westville (Floryda)

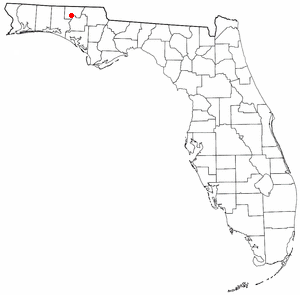

Westville na Florydzie – małe miasteczko w hrabstwie Holmes. Liczy 270 mieszkańców (2023) i zajmuje powierzchnię niespełna 20 km².

## Znane osoby
W roku 1891 mieszkała tu Laura Ingalls Wilder ("Domek na prerii") z mężem Almanzem i córką Rose. Mieszkał tu również jej kuzyn; Peter Ingalls.
- United States Census Bureau